# Luis Aguilar (compositor)
Luis David Aguilar Carbajal (Lima; 9 de julio de 1950) es un compositor clásico peruano.
Estudió en el Conservatorio Nacional de Música con Enrique Iturriaga. También estudió sociología en la Universidad de San Marcos. En los años 1970 se dedicó intensamente al arte luego más a la música para televisión y cine y publicidad. Fue asesor de musicalización en el Instituto Nacional de Teleeducación.

## Obras
- Mayhuay para cuarteto de cuerdas.
- Mundo nuevo para coro y orquesta de cámara.
- Nayhuay, canción para voz y piano preparado.
- Eventualmente siempre para oboe solo.
- Meditación sobre un tema culina para piano.
- Dúo para violas.
- Microcuarteto para cuerdas y piano.
- De pie para viola y contrabajo.
- Huayno para voz, violín, tinya, pito serrano, maracas, cocos, bombo, efectos vocales y movimiento escénico.
- Grito para orquesta.
- Cinco piezas breves para piano.
- Sonata para piano.
- Coral lúdico para voces mixtas.
- Suite sinfónica El pájaro azul.
- Huayno' para trío (1974).
- Dúo para violín y oboe (1975).
- Latinoamérica I para piano (1975).
- Quince canciones para "El círculo de tiza caucasiano" (Bertolt Brecht) (1981).
- Música para películas:
  - Ruidos del Perú de Walter Saba.
  - El viento del Ayahuaska (1983)